# Chopatec
Chopatec (Flagellaria) je rod jednoděložných rostlin z čeledi chopatcovité a je to jediný rod této čeledi. Ve starších taxonomických systémech sem byly někdy řazeny i rody Hanguana a Joinvillea, dnes řazené do samostatných čeledí.

## Popis
Jsou to celkem robustní vytrvalé liány s oddenky. Listy jsou jednoduché, střídavé, řapíkaté, dvouřadě uspořádané, s listovými pochvami. Čepel je kopinatá, celokrajná, žilnatina je souběžná, z vrcholu vyráží úponky. Jsou to jednodomé rostliny s oboupohlavnými květy, vzácně jednopohlavnými. Květy jsou malé, uspořádány v květenstvích, v latách, nikoliv v kláscích. Okvětních lístků je 6, jsou volné, bílé barvy. Tyčinek je 6, jsou volné. Gyneceum je srostlé ze 3 plodolistů, je synkarpní, semeník je svrchní. Plodem je peckovice červené nebo černé barvy.

## Rozšíření ve světě
Jsou známy 4 druhy, které jsou rozšířeny v tropech většiny světa kromě Ameriky.